# Ratusz w Namysłowie

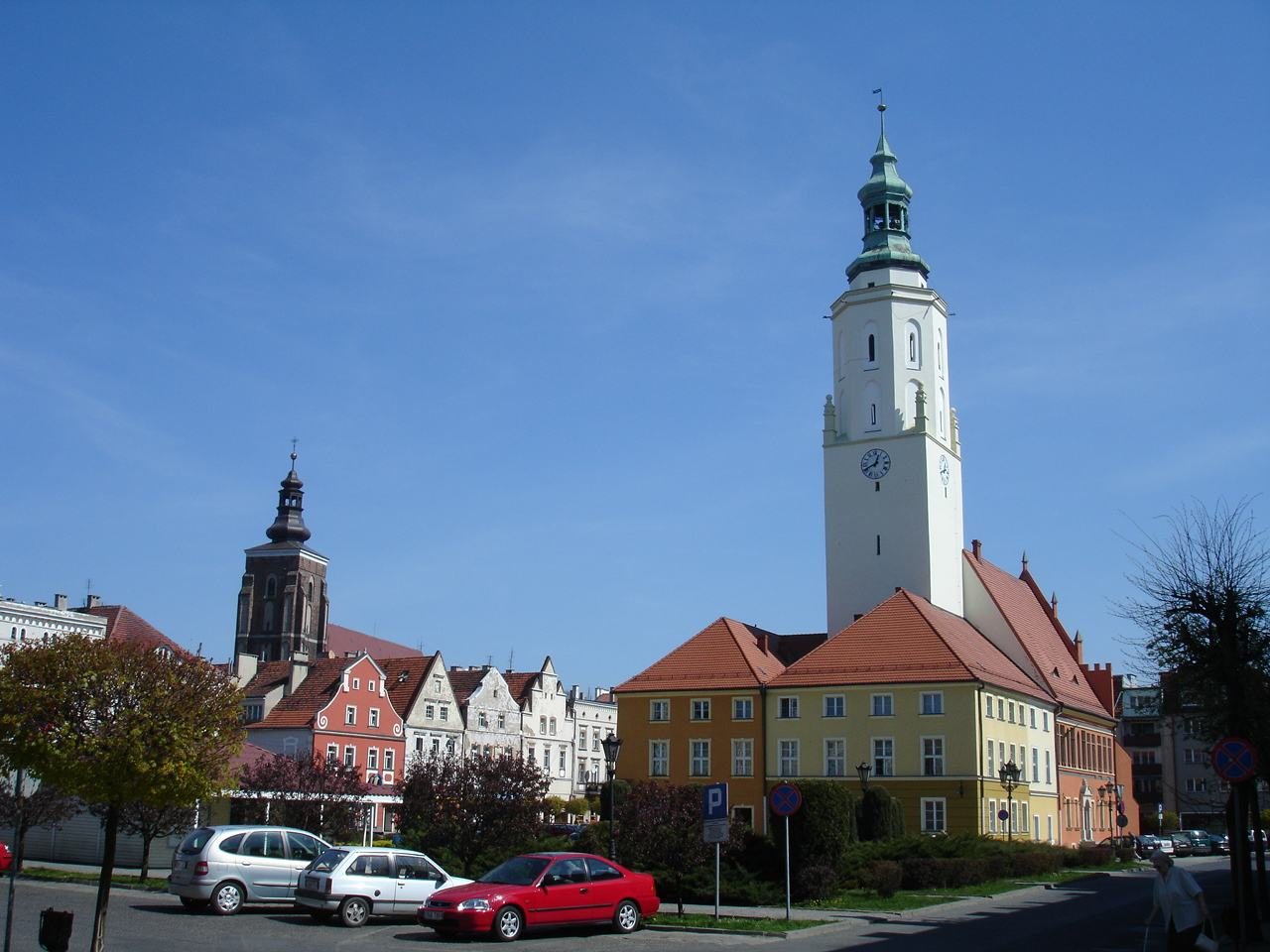
Ratusz w Namysłowie od strony zachodniej

Ratusz w Namysłowie – zabytkowy ratusz miejski w Namysłowie. Pochodzi z drugiej połowy XIV wieku. Pierwotnie zbudowany w stylu gotyckim, następnie przebudowany w duchu renesansu, w 2002 ukończono jego regotyzację. Dziś stanowi jeden z najpiękniej utrzymanych zabytków Namysłowa. Jest głównym budynkiem namysłowskiej starówki, znajduje się w centralnym punkcie rynku. Wpisany jest do rejestru zabytków pod numerem 939/64 z 04.06.1964 r.

## Historia
Właściwą część ratusza wzniesiono w latach 1374–1378. Jego głównym architektem był mistrz murarski Piotr, natomiast wieżę (jej wysokość dziś wynosi 57 m) zbudowano w latach 1381–1389, pod kierownictwem mistrza Piotra Tynetcza. Na początku XV wieku dobudowano do zachodniej części ratusza (wieży, postrzygalni sukna i izby rajców) budynki mieszczące sukiennice oraz ławy chlebowe i szewskie. Na początku XVII wieku przebudowano wschodnią część elewacji w stylu renesansowym. W 1622 na wieży ratuszowej zamontowano zegar. W międzyczasie ratusz kilkakrotnie nawiedzały pożary, do najpoważniejszych zaliczano pożary w 1483 i 1619. W 1783 dobudowano do zabudowań ratuszowych budynek wagi miejskiej, natomiast w 1823 w piwnicach urządzono wyszynk piwa. W 1839 ratusz gruntownie odnowiono, pod kierunkiem mistrza Hasenwinkela. W 1928 zastąpiono nowym dotychczasowy XVII-wieczny zegar. Budynek ratusza w XX wieku przeszedł dwie poważne przebudowy: w latach 1923–1924 i 1963–1965. W latach 2001–2002 przeprowadzono renowację i regotyzację namysłowskiego ratusza, na podstawie opracowania dr Czesława Lasoty, dr Andrzeja Legendziewicza i architekta Jerzego Burmity, pod kierunkiem profesora Edmunda Małachowicza z Politechniki Wrocławskiej.

## Architektura
Ratusz w Namysłowie jest murowany z cegły, otynkowany, na rzucie przypominającym literę L. Budynek główny jest dwupiętrowy. Wieża w dolnej części – kwadratowa, w górnej – ośmioboczna, przejście w ośmiobok zaopatrzono w późnogotyckie pinakle (sterczyny). Baniasty, ośmioboczny hełm wieży pochodzi z baroku, obity jest miedzianą blachą i zwieńczony chorągiewką.

## Ratusz dziś
Obecnie w namysłowskim ratuszu znajduje się m.in. biuro terenowe ZUS, Urząd Stanu Cywilnego, ośrodek zamiejscowy kluczborskiej prokuratury, notariusze, restauracja Pod Aniołami i inne. Codziennie o godzinie 12.00 z ratusza odtwarzany jest hejnał namysłowski (utwór na 3 trąbki skomponowany przez Eugeniusza Odoja).